# Gaspar Ávila Rodríguez
Gáspar Ávila Rodríguez (Ozumbilla, estado de México, 6 de enero de 1946) es un político mexicano, miembro del Partido Revolucionario Institucional (PRI). Ha sido presidente municipal de Tecámac y en dos ocasiones diputado federal.

## Biografía
Originario de la localidad de Ozumbilla en el municipio de Tecámac, es miembro del PRI desde 1966, fue dirigente de artesanos y campesinos de la zona de Teotihuacán, estado de México. Tiene estudios truncos en la Escuela Superior de Economía del Instituto Politécnico Nacional (IPN).
De 1968 a 1970 fue secretario de la junta de mejoramiento social, cívico y material y de 1976 a 1978 presidente del consejo de colaboración municipal ambos de Ozumbilla. De 1975 a 1977 fue secretario general del comité seccional del PRI y de 1977 a 1981 presidente de la sociedad local de crédito ejidal, ambos en Ozumbilla. De 1981 a 1984 fue secretario general del comité regional campesino de Otumba y de 1984 a 1986 secretario de Organización de la Liga de Comunidades Agrarias y Sindicatos Campesinos, sección de la Confederación Nacional Campesina (CNC) en el estado de México.
De 1977 a 1980 había sido tesorero de Pagroemex del estado de México, Unión de Calpullis, y de 1979 a 1981 fue elegido regidor del ayuntamiento de Tecámac presidido por Salvador Salgado Escalona; y de 1981 a 1983 fue presidente del sistema de agua potable en Ozumbilla. En 1984 fue elegido diputado a la XLIX Legislatura del Congreso del Estado de México por el distrito 33 local con cabecera en Ecatepec, fungiendo de dicho año al de 1987.
En las elecciones estatales de 1987 fue candidato del PRI a presidente municipal de Tecámac, logrado el triunfo y siendo elegido para el periodo del 1 de enero de 1988 al 31 de diciembre de 1990. De 1991 a 1993 fue delegado del comité estatal del PRI; y en 1994 fue postulado candidato a diputado federal por el Distrito 32 del estado de México, logrando el triunfo al recibir el 40.52% de los votos, y ejerciendo el cargo en la LVI Legislatura que tuvo término en 1997. En ella fue integrante de las comisiones de Artesanías; de Fomento Cooperativo; y, de Población y Desarrollo.
De 1995 a 1998 fue secretario general de la Liga de Comunidades Agrarias y Sindicatos Campesinos del estado de México y de 1998 a 2000 secretario de Organizaciones Económicas Campesinas del comité nacional de la CNC. Paralelamente, de 1999 a 2000 fue director general de Agricultura del gobierno del estado de México por nombramiento del gobernador Arturo Montiel Rojas; y en 2003 fue presidente del comité municipal del PRI en Tecámac.
En las elecciones federal de 2003 fue candidato de la coalición Alianza para Todos, formada por el PRI y el Partido Verde Ecologista de México (PVEM) a diputado federal por el Distrito 5 del estado de México, logrando el triunfo con el 46.57% de los votos, ejerciendo en la LIX Legislatura de 2003 a 2006.